# Picasa
Picasa je freewarový počítačový program pro správu, katalogizaci, úpravu a předvádění obrázků, především digitálních fotografií. Program je od roku 2004, kdy jej od společnosti Idealab koupila společnost Google, nadále vyvíjen společností Picasa Inc. V roce 2010 společnost získala v soutěži Křišťálová Lupa 3. místo v kategorii publikační platformy. Google však už vývoj aplikace ukončil a místo Picasy poskytuje službu Fotky Google.

## Možnosti programu
Program má následující funkce:
- automatická katalogizace vybraných složek pevného disku
- mnoho možností, jak nahrávat, spravovat, popisovat a třídit fotky
- rychlé a výkonné vyhledávání
- snadná editace, vylepšení fotek nebo přidávání efektů
- základní operace pro exportování, alba, tisk nebo zálohy
- nahrávání do webových alb
- objednávání tisku fotografií
- vytváření koláží
- odesílání e-mailem